# The Sentinel (série télévisée)
Pour les articles homonymes, voir The Sentinel.
The Sentinel est une série télévisée américaine en 65 épisodes de 45 minutes, créée et produite par Danny Bilson et Paul De Meo (en) et diffusée entre le 20 mars 1996 et le 24 mai 1999 sur le réseau UPN. L'un des principaux scénaristes était Harold Apter qui écrivit 18 épisodes, et la musique est de John M. Keane.
En France, la série a été diffusée du 17 novembre 1997 au 1er octobre 1999 sur M6 dans le cadre de La Trilogie du samedi. Elle est rediffusée sur W9, Jimmy, France 4 et TFX. En Suisse, la série a été diffusée sur TSR1. Elle reste inédite dans les autres pays francophones.

## Synopsis
Après un séjour dans la jungle du Pérou en tant que commando de l'US Army, Jim Ellison se retrouve doté de sens hyper-développés. Il met à profit cette particularité dans son travail de policier à Cascade, ville imaginaire située dans l'État de Washington. Il fait la connaissance de Blair Sandburg, un étudiant en anthropologie (à la Rainier University) qui l'aide à contrôler ses sens, et se lie d'amitié avec lui. Il travaille sous les ordres du capitaine Simon Banks.

## Distribution

### Acteurs principaux
- Richard Burgi (VF : Bernard Lanneau) : Détective Jim Ellison (ancien Ranger de l'US army)
- Garett Maggart (VF : Lionel Tua) : Blair Sandburg (étudiant puis enseignant-chercheur à l'université de Cascade)
- Bruce A. Young (VF : Thierry Desroses) : Capitaine Simon Banks

### Acteurs secondaires
- Ken Earl (VF : Jean-François Lalet) : Détective Joel Taggert (brigade de déminage) (19 épisodes)
- Lesley Ewen : Serena Chang (8 épisodes)
- Kelly Curtis : Carolyn Plummer (saison 1, épisodes 1 à 7)
- Anna Galvin (VF : Rafaèle Moutier) : Megan Connor (7 épisodes)
- Drancy Jackson : Daryl Banks (fils unique de Simon) (3 épisodes)
- Leigh Taylor-Young : Naomi Sandburg (mère "hippie" de Blair) (3 épisodes)
- Brian Fitzpatrick : Steven Ellison (frère cadet de Jim) (saison 2, épisode 23)
- Perry King : William Ellison (père de Jim homme d'affaires important mais peu expansif) (saison 3, épisode 17)

## Production
À l'origine, l'histoire de la série devait se dérouler dans la ville de Seattle, mais les représentants de la ville demandèrent aux producteurs de la modifier afin de ne pas donner à Seattle une réputation de scène de crime, d'où le choix de Cascade. Elle se situe dans l’État de Washington aux États-Unis, à mi-chemin entre Seattle et Vancouver et à proximité de la chaîne des Cascades. Elle est dotée d’un port important, à l’image de celui de Vancouver. Elle compte environ 2 millions d’habitants.
À la fin de la saison 3, la chaîne américaine UPN décida d'annuler la série. Mais à la suite d'une forte mobilisation des fans (mouvements, protestations et pétitions...), la chaîne réalisa une demi-saison supplémentaire de huit épisodes pour conclure la série.

### Tournage
La série est tournée en Colombie-Britannique (Canada), principalement à Vancouver.

## Épisodes

### Première saison (1996)
1. La sentinelle (Pilot)
2. État de siège (Siege)
3. L'Alibi (Killers)
4. La Trêve (The Debt)
5. Schizophrénie (Cypher)
6. Témoin à charge (Night Train)
7. Le Transfuge (Rogue)
8. Trafic d'armes (Love and Guns)
9. Les Funambules (Attraction)
10. Vœu de silence (Vow of Silence)

### Deuxième saison (1996-1997)
1. Retour dans la jungle (Flight)
2. Les Liens du passé (Out of the Past)
3. Partenaires (Deep Water)
4. Peggy (Reunion)
5. Sur le fil du rasoir (Payback)
6. Scoop (True Crime)
7. Pour solde de tout compte (Ice Man)
8. Plongée en eaux troubles (The Rig)
9. Auxiliaire de choc (Spare Parts)
10. Erreur de jeunesse (Second Chance)
11. La Mort blanche (Black or White)
12. Un château dans le ciel (Blind Man's Bluff)
13. La Meute (Hear No Evil)
14. Prométhée (Light My Fire)
15. Vol 714 (Secret)
16. Chute libre (Dead Drop)
17. Le Prix d'une vie (Red Dust)
18. Le Petit génie (Smart Alec)
19. Une sorte d'éclair (Private Eyes)
20. Affaire classée (Vanishing Act)
21. Un don du ciel (Pennies from Heaven)
22. La Traque (Survival)
23. La Faute du père (His Brother's Keeper)
24. Un trop long sommeil (Sleeping Beauty)

### Troisième saison (1997-1998)
1. Le Grand œil (Warriors)
2. Les Champions (Three Point Shot)
3. La Fille d'à côté (Girl Next Door)
4. Les Braconniers (Poachers)
5. Une question de confiance (Inside Man)
6. Harcèlement (Vendetta)
7. De l'ombre à la lumière (Fool Me Twice)
8. Avis de tempête (Storm Warning)
9. D'égal à égal (Red Ice)
10. Une petite ville trop tranquille (Dead Certain)
11. La chambre sacrée (Breaking Ground)
12. Au cœur de l'enfer (Prisoner X)
13. Quand les Dieux descendent sur Terre (The Trance)
14. Comme un miroir (Mirror Image)
15. La Remplaçante (Finkelman's Folly)
16. Pour Roy (Sweet Science)
17. Meurtre en mémoire (Remembrance)
18. Tout recommencer (Love Kills)
19. Le Point faible (Crossroads)
20. L'Australienne (Foreign Exchange)
21. Protection rapprochée (Neighborhood Watch)
22. Un ange dans la nuit (Night Shift)
23. Le Duel - 1re partie (Sentinel Too - Part 1)

### Quatrième saison (1999)
1. Chemins opposés - 2e partie (Sentinel Too - Part 2)
2. Les Intouchables (Murder 101)
3. Révolution (Four Point Shot)
4. Femme fatale (Dead End on Blank Street)
5. Une si longue attente (The Waiting Room)
6. Come back (The Real Deal)
7. L'Ennemi public (Most Wanted)
8. Best seller (The Sentinel by Blair Sandburg)

## DVD
La série est disponible sur le support DVD au Canada :
- The Sentinel: The Complete Series (Coffret 17 DVD) édité le 22 septembre 2015 par Visuel Entertainment Incorporated. Le ratio écran est en 1.33:1 plein écran. L'audio est en Anglais stéréo 2.0.. L'intégralité des épisodes avec des suppléments sur les coulisses de la série. Présence de closed captions en anglais. ASIN14L2YC7O.

- The Sentinel: The Complete Series (Coffret 12 DVD) édité par Visuel Entertainment Incorporated. Le ratio écran est en 1.33:1 plein écran. L'audio est en Anglais stéréo 2.0.. L'intégralité des épisodes. Présence de closed captions en anglais[1].